# Shawn Johnson
Shawn Machel Johnson East (Des Moines, 19 de janeiro de 1992) é uma ex-ginasta norte-americana que competiu entre 2005 e 2012 na elite da modalidade artística do país.
Shawn é bicampeã nacional na trave e a medalhista de ouro do individual geral nos Jogos Pan-Americanos de 2007, realizados na cidade do Rio de Janeiro, e no Campeonato Mundial de Stuttgart, na Alemanha. Nos Jogos Olímpicos de Verão de 2008, disputados em Pequim, conquistou quatro medalhas, uma delas de ouro, em sua estreia nesta competição global. Em 2009, optou por não participar de competições gímnicas. Como premiações, em 2007, aos quinze anos, foi eleita a melhor ginasta do Campeonato Mundial e recebeu do governador de Iowa o "Dia Shawn Johnson", por seu desempenho neste evento. Em 2008, foi eleita a melhor ginasta em votação realizada pela revista International Gymnast, cuja edições recebem colaboração da ex-atleta Nadia Comaneci. Em meados de 2009, tornou-se a mais jovem campeã do concurso Dancing With the Stars e a melhor atleta olímpica eleita pela ESPN, na premiação ESPY Awards, que apenas utiliza do voto popular. Além, figura no U.S Gymnastics Hall of Fame como integrante da equipe vencedora da medalha de ouro do Mundial de Stuttgart, em 2007.

## Biografia
Shawn Johnson é uma ginasta da elite sênior internacional dos Estados Unidos, campeã mundial no individual geral e campeã olímpica na trave.
Filha única, Shawn nasceu com uma pontuação Apgar de zero, o que caracterizou um quadro perigoso durante seus primeiros minutos de nascida. No entanto, em 24 horas apresentou melhora suficiente para ser considerada uma menina sadia. Descrita pela mãe como um bebê feliz, que acordava todas as manhãs com um sorriso, era mantida longe dos perigos do gosto por subir em locais que não deveria, inclusive na creche. Ativa, andou aos nove meses e sua família sempre procurou atividades que a deixassem mais relaxada: praticou dança e compôs grupos de tumbling, até encontrar a ginástica.
Começou na modalidade aos três anos, ativa e praticando suas habilidades com segurança. Aos seis, ingressou na Chow’s Gymnastics & Dance Institute, na qual foi uma das primeiras alunas a se matricular no recém aberto ginásio. Já no ano seguinte, começou a competir pela academia em Des Moines. Seus pais, Doug e Teri Johnson, diziam que a ginástica fora o 'remédio' encontrado para a hiperatividade direcionada da filha, devido ao gosto da menina de se provar em atividades fisicamente desafiadoras. O treinador Liang Qiao (Chow) e sua esposa, a coreógrafa Liwen Zhuang (Li), são seus treinadores desde o princípio da prática e viram a ânsia da menina fazê-la evoluir rapidamente, a ponto de tornar a ginástica artística sua vida, conforme crescia também o seu amor pela modalidade. Aluna de boas notas, publicou três curtos livros na escola em que cursou o ensino secundário, a Valley Southwoods, em sua cidade natal, e por sempre ser apoiada pelos pais em sua carreira, que chegaram a hipotecar a casa para custear seus treinamentos, considera-se uma pessoa normal. A despeito de suas 25 horas semanais de treinos, também possui alguns hobbies, como cuidar de seus cães. Em fevereiro de 2008, fora eleita a melhor ginasta do mundo, em votação realizada pela revista International Gymnast, especializada no desporto, pois praticava a ginástica de modo objetivo e consciente com a alegria de deparar-se com culturas e pessoas novas e fazer aquilo que realmente gostava, atingindo, com isso, as primeiras colocações nas maiores competições disponíveis. Para o futuro, após encerrada sua carreira de ginasta, espera seguir na modalidade como treinadora ou como médica direcionada para a área. Em agosto de 2013, em comemoração aos cinquenta anos da federação norte-americana de ginástica, Shawn e a equipe que competiu no Mundial de Stuttgart, em 2007, foram inseridas no U.S Gymnastics Hall of Fame. No mesmo período, matriculou-se na University Vanderbilt, no Tennessee, para cursar a faculdade de psicologia do esporte e nutrição.

## Carreira
Shawn iniciou sua carreira na ginástica norte-americana em 2005, aos treze anos de idade, nas maiores competições nacionais. Seus aparelhos de melhor desempenho são o solo e a trave, embora tenha preferência pelas competições do individual geral.

### EUA Júnior
Em sua primeira tentativa de ingressar na elite júnior norte-americana de ginástica, Johnson obteve sucesso. Em seguida, já participava de sua primeira competição, o U.S Classic, no qual terminou em terceiro lugar. Mais adiante, no entanto, no Campeonato Nacional Americano, encerrou participação na décima colocação, após cometer falhas na trave e nos exercícios de solo.
Um ano depois, em 2006, foi a campeã do individual geral, em nova edição do Nacional Americano, dessa vez com novas e mais difíceis coreografias e movimentos, superando, em nota, a campeã sênior da competição, Nastia Liukin. Ainda neste evento, conquistou mais quatro medalhas: ouro no solo, na trave e no salto sobre a mesa, e prata nas barras assimétricas. Na competição internacional do ano, os Jogos Pan-Americanos Júnior, realizados em Quebec, Canadá, Johnson terminou com cinco medalhas em seis eventos disputáveis: na final por equipes, ouro para os Estados Unidos; no individual geral, nova vitória. Nas finais por aparelhos, a norte-americana não se classificou apenas para o salto. Nos demais, conquistou as medalhas de prata nas barras assimétricas e no solo, e a de ouro na trave.

### EUA Sênior

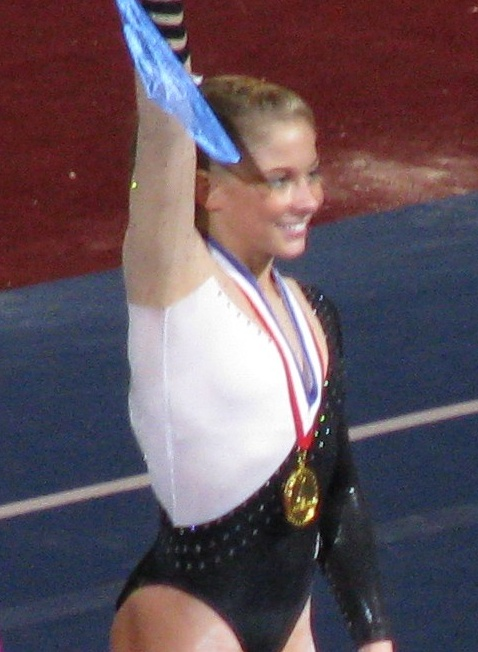
Campeonato Nacional 2008, do qual saiu-se vencedora da prova do concurso geral, após superar Nastia Liukin e Chellsie Memmel.

Shawn tornou-se uma ginasta sênior em 2007 e continuou a mostrar inovações em suas rotinas, deixando-as com maiores notas de dificuldade. O resultado das mudanças veio nas competições. Em todas as que participou, a jovem atleta saiu com a medalha de ouro do concurso geral: Na Tyson American Cup, em Jacksonville, Flórida, após superar a compatriota Natasha Kelley por 0,600 ponto; no Estados Unidos vs. Grã-Bretanha, em Lisburn, na Irlanda do Norte; nos Jogos Pan-Americanos do Rio de Janeiro, no qual superou duas compatriotas; no Nacional Americano, em San Jose, California; e no Mundial de Stuttgart, no qual superou a companheira de equipe Nastia Liukin, quinta colocada.
No ano seguinte, os resultados foram pouco diferentes. Nos campeonatos nacionais de que participou, oscilou entre a primeira e a segunda colocações junto a Nastia Liukin: no Nacional Americano, conquistou o ouro; na Tyson American Cup, foi a vice-campeã. Mais adiante, a ginasta ainda participou do Campeonato Visa, no qual conquistou a primeira colocação no solo e no individual geral, e a medalha de prata na trave. Já no Pré-Olímpico, o êxito da jovem foi demonstrado nas medalhas de ouro do individual geral, do solo e da trave, além da prata no salto sobre a mesa. Internacionalmente, competiu no quadrangular entre Espanha vs. Itália vs. Polônia vs. Estados Unidos. Nele, conquistou as medalhas de ouro por equipes e no concurso geral.
Em julho de 2009, afastada das competições desde agosto do ano anterior e indecisa sobre o futuro de sua carreira, declarou sua vontade de retornar aos campeonatos por mais quatro anos, até os Jogos Olímpicos de Londres, em 2012. Seu afastamento deu-se não apenas para descansar e refletir sobre seu futuro. Foi importante também para aproveitar as oportunidades dadas pela fama recém descoberta após os Jogos Olímpicos de Pequim, como aparecer em programas de televisão e participar de propagandas, como a do chocolate Crunch da Nestlé. Depois disso, em meados de dezembro, oficializou sua volta ao ginásio de treinamento, em um ritmo mais adequado ao seu momento. Em fevereiro de 2010, esquiando no Colorado, sofreu uma lesão no joelho, que a levou a uma cirurgia, realizada no dia dezesseis do mesmo mês. Para recuperar-se completamente, teve de afastar-se dos treinamentos por seis semanas e treinar com limitações por mais seis meses. Em maio, anunciou a pretensão de retornar às competições em julho, imediatamente após o prazo de recuperação. No entanto, ainda prejudicada pela lesão e aumento de peso, a ginasta optou por intensificar suas rotinas de treinamentos, visando as Olimpíadas de 2012. Em 18 de setembro, postou em seu site oficial um vídeo no qual treina algumas habilidades. A atleta também revelou que já escolheu, com a ajuda de seus fãs, uma nova música para suas séries de solo. No início de fevereiro do ano seguinte, agora aos dezenove anos, Johnson foi novamente integrada a equipe nacional norte-americana, sendo dessa forma legível para competições internacionais. A nomeação foi feita logo após a ginasta retornar de um campo de treinamento com a equipe no Rancho Karolyi. No mês de julho, em seu retorno as competições, disputou o CoverGirl Classic, realizado em Chicago. No evento disputou apenas dois aparelhos: nas barras assimétricas, totalizou 13,550 pontos após sofrer uma queda; na trave, encerrou com 13,300, após uma nova queda e uma série desequilibrada. Após três semanas, competiu no Nacional Americano, em St. Paul. Nele, apresentou-se nos mesmos dois aparelhos do evento anterior e acrescentou o salto sobre a mesa. Durante os dois dias de competição, foi consistente e obteve boas notas, encerrando na sexta colocação nas paralelas e em quarta na trave. Com estes resultados, foi escolhida para o acampamento Karolyi, que selecionou as ginastas que representariam o país no Mundial de Tóquio. Ainda não tendo atingido sua melhor forma física, foi selecionada para competir nos Jogos Pan-Americanos de Guadalajara.
Em junho de 2012, anunciou sua aposentaria, já que não conseguiu se recuperar de uma lesão no joelho esquerdo, o que impediu de disputar os Jogos Olímpicos de Londres.

## Jogos Pan-Americanos

### Rio de Janeiro 2007
Em sua primeira aparição em Jogos Pan-Americanos, estes realizados no Rio de Janeiro em 2007, Johnson esteve ao lado de Rebecca Bross, Ivana Hong, Nastia Liukin, Samantha Peszek e Amber Trani. Por equipes, as norte-americanas conquistaram a medalha de ouro, com mais de seis pontos a frente das segundas colocadas, as brasileiras. Em terceiro ficaram as mexicanas. O bronze, no entanto, passou à seleção do Canadá, ao descobrir-se irregularidades na inscrição de uma ginasta do México.
No campeonato, a atleta ainda conquistou mais quatro medalhas individuais - três de ouro e uma de prata: na final do individual geral, o pódio fora composto pelas norte-americanas - em primeiro Shawn Johnson, superior em nota em todos os aparelhos, com o score total de 61,725, seguida de Rebecca Bross e Ivana Hong; nas barras assimétricas, aparelho no qual Shawn não possui certa regularidade, conquistou mais uma medalha de ouro ao somar 15,475 e ultrapassar a especialista no aparato, a companheira  de equipe Liukin, que encerrou com a medalha de prata, à frente da brasileira Laís Souza; na outra final, dessa vez na trave de equilíbrio, conquistou novamente a primeira colocação com a pontuação final de 16,150, outra vez à frente de Nastia e agora da brasileira Daniele Hypólito; na última, nos exercícios de solo, encerrou atrás de Bross, por 0,025 no somatório final do aparelho, com o resultado de 15,225. A brasileira Jade Barbosa completou o pódio com a medalha de bronze. Apesar de possuírem a mesma nota de partida (6,000), Rebecca mostrou melhor desempenho e consistência.
Desse modo, a atleta encerrou sua participação com a conquista total de cinco medalhas em seis disputadas - quatro de ouro e uma de prata.

### Guadalajara 2011
Em sua segunda participação em edições pan-americanas, a ginasta competiu ao lado das compatriotas Bridgette Caquatto, Jessie DeZiel,
Brandie Jay, Grace McLaughin e Bridget Sloan. Nesta ocasião, foi à final por equipes e das barras assimétricas.
Durante a final da primeira fase, as contribuições de Johnson resumiram-se a três aparelhos, o que lhe deu score suficiente para atingir a posição de número 42 no individual geral. Todavia, a moça obteve um total de 42,200, ficando de fora da final individual, embora ainda a frente de duas companheiras de seleção. As norte-americanas, por sua vez, conquistaram a medalha de ouro, mais de dois pontos a frente do time canadense. Na final por aparelhos, superada pela companheira Caquatto, conquistou a medalha de prata, com um total de 14,500 pontos. Sem repetir os resultados da primeira aparição em Pans, quando saiu-se maior medalhista, a ginasta encerrou esta competição com um total de duas medalhas.

## Campeonato Mundial de Ginástica Artística

### Stuttgart 2007
Shawn superou-se neste Mundial, realizado em Stuttgart na Alemanha, e fez parte do time dos Estados Unidos junto a Nastia Liukin, Ivana Hong, Alicia Sacramone, Samantha Peszek e Shayla Worley. Como equipe, conquistaram a medalha de ouro (a primeira em um Mundial realizado fora dos Estados Unidos) com a pontuação final de 184,400. Foram 0,95 a frente da equipe vice-colocada, formada pelas chinesas, que superaram as romenas, medalhistas de bronze. Shawn competiu em todos os aparelhos, tanto na final quanto nas preliminares por equipes. Durante a classificação, a ginasta sofreu uma queda das barras assimétricas e recebeu a nota 14,625 no aparelho. Contudo, seu somatório de 16,250 na trave, a manteve na média. Na final, Johnson novamente sofreu uma queda, desta vez no salto, mas terminou com a nota 15,025 devido a dificuldade de execução, o que mais uma vez a manteve dentro de uma boa média. No dia seguinte, a atleta disputou a final do individual geral: em sua primeira bateria, obteve a nota 15,175 no salto; no solo, atingiu 15,425; depois, na trave, obteve 15,900 e, por fim, nas assimétricas, totalizou 15,375. Com o resultado final de 61,875, chegou à primeira colocação e ao título da competição, a frente das ginastas medalhistas Steliana Nistor, Jade Barbosa e Vanessa Ferrari. Com isso, Shawn tornou-se a quarta mulher norte-americana a conquistar um campeonato mundial no concurso geral, juntando-se a Kim Zmeskal (em 1991), Shannon Miller (em 1993 e 1994) e Chellsie Memmel (em 2005).
Noa aparelhos, Johnson ainda se qualificou para disputar dois: trave de equilíbrio e solo. Dessa vez, a ginasta sofreu duas quedas da trave  e encerrou na última posição entre as finalistas (8º). A ginasta a conquistar o ouro foi sua companheira de seleção, Nastia. Na sequência, com a nota 15,250, Johnson conquistou a medalha de ouro na disputa do solo, a frente de outra compatriota, Alicia Sacramone, por 0,025 ponto, e da francesa Cassy Vericel. Nesse mesmo dia, a atleta ainda recebeu o Prêmio de Elegância da Longines: fora eleita por unanimidade pelos juízes que julgam a técnica, o apelo emocional, a beleza, o charme, o carisma, a graça e a harmonia dos movimentos.

## Jogos Olímpicos

### Pequim 2008

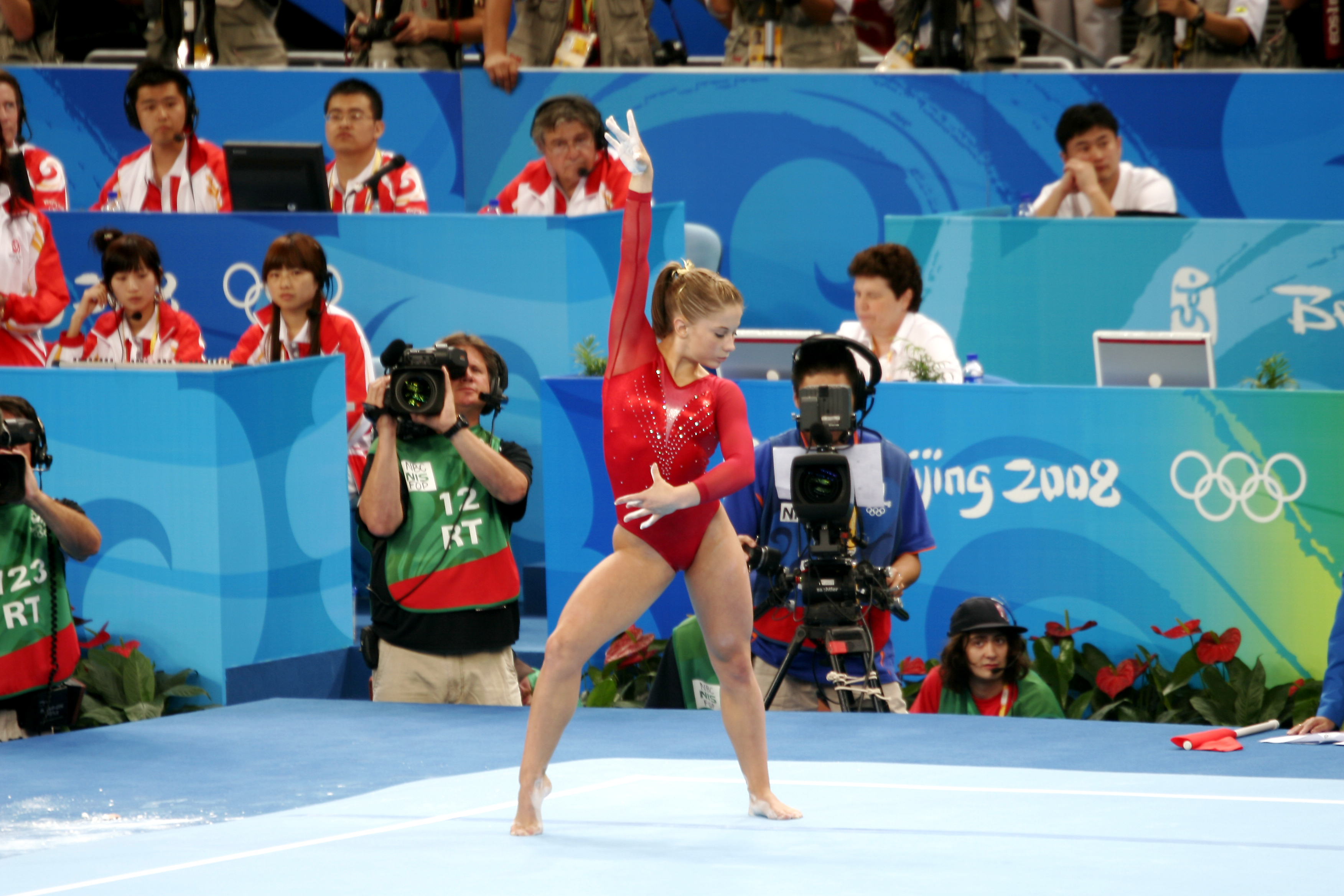
Em apresentação no solo, pela disputa do AA.

Nas Olimpíadas de Pequim em 2008, Shawn, a exemplo do Campeonato Mundial, apresentou-se em todos os quatro aparelhos, e na final por equipes, ajudou a seleção norte-americana a conquistar a medalha de prata, fato que inverteu a colocação do Mundial de 2007, quando superaram as chinesas. Com as notas girando em torno de 15,650, somou a maior parcial da equipe estadunidense, 62,625, e entre as três nações primeiras colocadas da competição coletiva.
No individual geral, classificada na primeira posição (62,725), a atleta também conquistou a medalha de prata, com a nota total de 62,725, mesma da fase qualificatória, não conseguindo superar o score de sua compatriota Nastia Liukin, nas barras assimétricas e na trave, que somaram uma dferença de 0,600. Nos aparelhos, inicialmente na disputa do solo, Johnson foi a primeira a se apresentar e liderou, com o somatório de 15,500, até subir ao tablado a romena Sandra Izbasa, última a performar sua rotina. O resultado fora 0,150 ponto a mais para a apresentação da europeia e mais uma medalha de prata somada as conquistas olímpicas de Shawn. Já na trave de equilíbrio, sua última final, a ginasta mostrou uma consistente rotina - com uma das maiores notas de partida a época - e como não cometeu erros graves, cujos descontos variavam de 0,500 a 0,800, conquistou sua primeira medalha de ouro, ao totalizar 16,225. Este aparato ainda reuniu as três destacadas ginastas da competição: Shawn Johnson, Nastia Liukin, que somou 16,025 no aparelho, e Fei Cheng, com 15,950.
Ao final, a atleta encerrou sua primeira participação olímpica com quatro medalhas, uma a menos que sua compatriota, Nastia Liukin, e como umas das polimedalhistas estadunidenses da competição.

## Principais resultados
| Ano  | Evento                                     | AA               | Equipe           | Salto sobre o cavalo. | Trave.           | Barras assimétricas. | Solo.            |
| ---- | ------------------------------------------ | ---------------- | ---------------- | --------------------- | ---------------- | -------------------- | ---------------- |
| 2005 | Campeonato Nacional Americano (júnior)     | 10º              |                  | 4º                    |                  | 9º                   |                  |
| 2006 | Campeonato Nacional Americano (júnior)     | Medalha de ouro  |                  | Medalha de ouro       | Medalha de ouro  | Medalha de prata     | Medalha de ouro  |
| 2006 | Jogos Pan-Americanos (júnior)              | Medalha de ouro  | Medalha de ouro  |                       | Medalha de ouro  | Medalha de prata     | Medalha de prata |
| 2006 | Campeonato da Aliança do Pacífico (júnior) | Medalha de ouro  | Medalha de ouro  | Medalha de ouro       |                  | Medalha de prata     | Medalha de ouro  |
| 2007 | Copa América                               | Medalha de ouro  |                  |                       |                  |                      |                  |
| 2007 | Jogos Pan-Americanos                       | Medalha de ouro  | Medalha de ouro  |                       | Medalha de ouro  | Medalha de ouro      | Medalha de prata |
| 2007 | Campeonato Nacional Americano              | Medalha de ouro  |                  |                       | Medalha de ouro  | Medalha de bronze    | Medalha de ouro  |
| 2007 | Campeonato Mundial de Ginástica Artística  | Medalha de ouro  | Medalha de ouro  |                       | 8º               |                      | Medalha de ouro  |
| 2008 | Copa América                               | Medalha de prata |                  |                       |                  |                      |                  |
| 2008 | Campeonato Nacional Americano              | Medalha de ouro  |                  |                       | Medalha de prata | 5º                   | Medalha de ouro  |
| 2008 | Pré-Olímpico                               | Medalha de ouro  |                  | Medalha de prata      | Medalha de ouro  |                      | Medalha de ouro  |
| 2008 | Jogos Olímpicos                            | Medalha de prata | Medalha de prata |                       | Medalha de ouro  |                      | Medalha de prata |
| 2011 | Campeonato Nacional Americano              |                  |                  |                       | 4º               | 6º                   |                  |
| 2011 | Jogos Pan-Americanos                       |                  | Medalha de ouro  |                       |                  | Medalha de prata     |                  |

## Aparições públicas

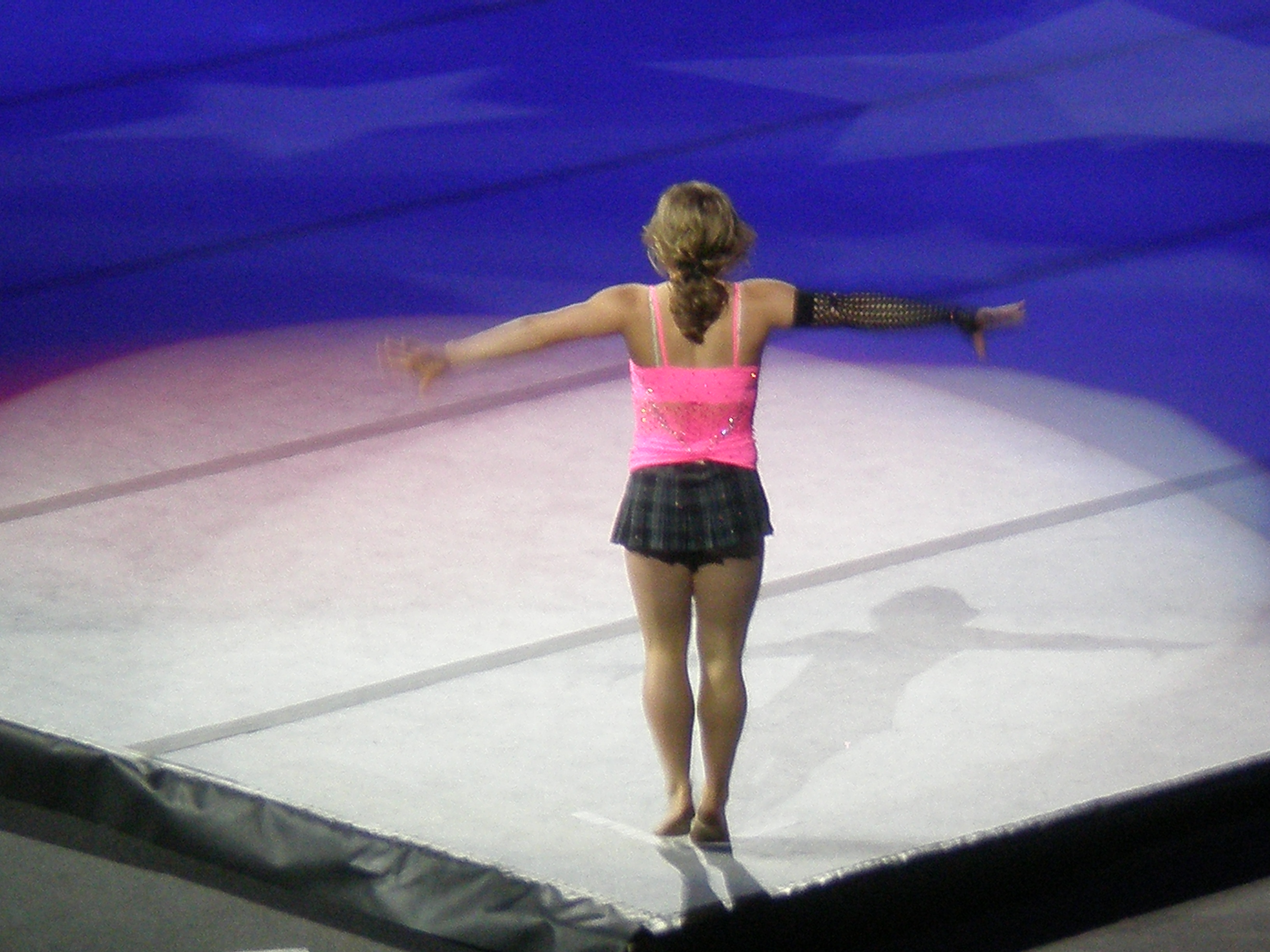
Atleta no Gymnastics Superstars 2008.

Em 2007, aos quinze anos e após conquistar o título mundial, a ginasta ganhou do governador de Iowa, um dia comemorativo, o Dia Shawn Johnson, em 17 de outubro, pelos feitos naquela edição realizada em Stuttgart. Após tantas vitórias e competições, Shawn tornou-se uma celebridade nos Estados Unidos, aparecendo em programas de TV - como o The Ellen DeGeneres Show - e fazendo uma turnê ao lado de outros ginastas olímpicos norte-americanos no The Gymnastics Superstars Tour, que durou setenta dias e percorreu cidades de todo o país durante o ano de 2008, entre os meses de setembro e novembro. Após as Olimpíadas, a ginasta ainda cedeu entrevistas no The Today Show da NBC (em outubro de 2008), no Late Show with David Letterman (em 25 de agosto de 2008) e no programa de Oprah Winfrey, ao lado dos demais medalhistas olímpicos da nação. Além, participou do episódio final da série The Secret Life of the American Teenager, famosa entre os adolescentes do país. Shawn também apareceu publicamente enquanto defendia causas: durante a campanha de Barack Obama, fez o juramento à bandeira em um de seus comícios. Em outra ocasião, ao lado de Shannon Miller, visitou o University of Chicago Medical Center, para crianças com câncer. Durante essa visita, o objetivo era encorajar os pequenos doentes. Este compromisso foi ainda mais um passo de seus projetos, pois, desde que tornou-se uma atleta bem sucedida, passou a dar suporte a entidades filantrópicas, que cuidam de crianças com câncer, de mulheres e de animais. Entre as entidades que ajuda, está a Fundação Ronald McDonalds e a Make-A-Wish Foundation., e o hospital infantil de Moines, para o qual doou cinquenta mil dólares depois de aparecer no programa da ABC, Quem Quer Ser Milionário?. A postura da atleta em relação a estes atos é fazer a diferença de algum modo, para a melhor, inspirada em pensamentos como o do ator Tom Hanks, citado em seu sítio oficial:
| “ | Ajude publicamente. Ajude sem divulgar-se. Ajude em suas ações para reciclar, conservar e proteger, e ajude também em suas atitudes. Ajude a trazer sentido onde ele se perdeu. Ajude a trazer razão e respeito à discórdia e ao debate. Ajude a ciência a resolver e a fé a acalmar. Ajude a trazer a justiça onde a lei for vulgar. Ajude e você suprimirá a apatia, pois o vazio é rapidamente preenchido por ignorância e maldade | ” |

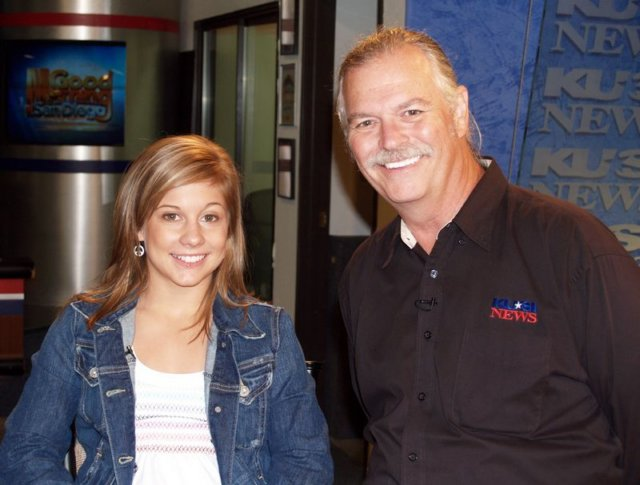
A ginasta nos bastidores do Good Morning San Diego.

Dando continuidade a suas aparições em 2008, ao final de novembro do mesmo ano, a Adidas anunciou uma coleção para a modalidade gímnica assinada por Shawn. E, no mês seguinte, o livro Shawn Johnson: Olympic Champion: Stories Behind the Smile Book fora lançado, contando a bem sucedida história da atleta, com perfis de técnicos, pais e outras pessoas próximas. Por ser reservada em sua vida particular, decidiu publicar o livro para também contar um pouco sobre sua infância e sobre a Shawn fora dos ginásios de competições: uma moça de atitude e comportamento positivos e de sorriso vencedor. Em fevereiro de 2009, Shawn confirmou participação no programa Dancing with the Stars, pela emissora ABC. A competição tem um total de três meses de duração (março - maio). Em 15 de abril do mesmo ano, foi a vencedora do 79º Annual AAU Sullivan Award e tornou-se a terceira ginasta, a primeira entre as mulheres, a receber a honraria norte-americana, juntando-se a Kurt Thomas (1979) e Paul Hamm (2004). Entre os cinco finalistas estava a também ginasta Nastia Liukin e a equipe 4x100 de natação estadunidense. Em junho, apesar de não aparecer publicamente, esteve na mídia: um vídeo promovido pela The Onion circulou na internet em forma de um programa de entrevistas comum nos Estados Unidos. No conteúdo, os supostos pais de Shawn são entrevistados por dois apresentadores, que anunciaram, anteriormente, a morte da ginasta. De um humor avaliado como de mau gosto, os supostos pais diziam não poder custear o tratamento da filha, que sofrera uma lesão irreversível e por isso foram obrigados a fazer uma eutanásia na jovem. Apesar do cunho claramente humorístico, alguns acreditaram, o que causou mal estar para a ginasta e sua família, que teve de desmentir o vídeo. Passado o incidente, mais adiante, conquistou mais prêmios: como o de atleta feminina do Teen Choice Awards e o de melhor atleta olímpica feminina norte-americana, do ESPY Awards, como melhor atleta olímpica feminina. De volta aos compromissos, no ano seguinte, em 19 de janeiro de 2010, dia de seu aniversário, carregou a tocha das Olimpíadas de Inverno de Vancouver, pelas ruas de Calgary. Dez dias depois, estreou sua coleção pela GK Elite Sportswear, com onze peças entre tops, blusas e shorts.
Em junho de 2010, após o episódio que resultou na prisão de seu perseguidor durante a competição Dancing with the Stars e meses de treinamento e recuperação de lesão, sua vida pessoal voltou a ter destaque na mídia. Robert O'Ryan foi levado a julgamento, no qual alegou insanidade temporária. Shawn depôs contra ele na acusação de assédio. No mês seguinte, foi escolhida embaixadora dos "Wii Summer Games 2010", que promove atividades físicas aos jogadores das plataformas Nintendo DS e Wii. A ginasta anunciou o evento em várias cidades do país, além de disponibilizar um vídeo na internet, no qual aparece ao lado do personagem de Vídeo-game Super Mario. Em novembro, ainda envolvida com os jogos eletrônicos, lançou o game para Nintendo DS e Nintendo Wii chamado "Shawn Johnson Gymnastics Game". Nele é possível trabalhar rotinas nos quatro aparelhos gímnicos e criar suas próprias, além de um bônus exclusivo da atleta. Em 15 de fevereiro de 2011, Shawn foi inserida na lista de membros do conselho de administração da Women's Sports Foundation. Os inseridos compostos de campeões olímpicos, empresários e líderes de federações devem auxiliar na aquisição de recursos financeiros, fiscalizar o cumprimento das metas da fundação e seus objetivos. Três meses adiante, ao prosseguir com os treinamentos visando as Olimpíadas, foi novamente inserida na campanha de marketing da Coca-Cola, ao lado de outros sete atletas, para promover a marca. No mesmo ano, indicada novamente ao Teen Choice Awards, venceu na categoria melhor atleta feminina, superando concorrentes como a tenista russa Maria Sharapova e a esquiadora norte-americana Lindsey Vonn.

### Dancing with the Stars
A ginasta competiu ao lado do dançarino, Derek Hough já também vencedor de quatro edições do programa.
Participação
Na primeira semana, Shawn encerrou sua participação com a segunda melhor nota. Dançando valsa, a ginasta agradou com uma apresentação julgada sólida e de pequenos erros. Como a competidora mais jovem de todas as edições, Johnson adentrou a segunda semana tendo como estilo coreografado, a salsa. Novamente atrás de Gilles, a atleta tirou nova boa nota e permaneceu entre as três primeiras duplas – na terceira colocação. Disputando a terceira semana, conquistou três notas nove, ao dançar um foxtrot - cantado por Norah Jones -, e parmaneceu na terceira colocação, somando 74 pontos - quatro atrás do líder, Marini. Na semana seguinte, Shawn e Mark performaram um swing afro-americano chamado lindy hop. Totalizando 25 pontos nesta etapa, a dupla permaneceu na mesma colocação geral. Durante as apresentações da quinta semana, a ginasta sofreu uma possível ameaça de atentado: um fã da Flórida, Robert O'Ryan, dirigiu até Los Angeles, armado e com cartas de amor para Shawn, na crença de que a jovem havia lhe dito que se casariam, em um programa de televisão. Preso ao ser descoberto no estúdio, o homem, de 34 anos, admitiu obsessão pela atleta. Nesta semana, dançando uma valsa vienense cantada por Vanessa Carlton, obteve um somatório parcial de 26 pontos, permanecendo na terceira colocação geral. Na sexta semana de apresentações, o estilo escolhido, entre as duas possibilidades, foi a rumba. Shawn e Mark mativeram o mesmo nível das apresentações anteriores e permeneceram na disputa mais uma vez como terceiros colocados, a frente da cantora Lil' Kim, por um ponto. Para a performance da semana seguinte, a dupla escolheu dançar o cha-cha-cha e conquistou sua primeira nota dez. Ao fim do dia de competição, Johnson permaneceu na terceira colocação geral. Na oitava semana de danças, performaram dois estilos diferentes: samba, no qual atingiram nova nota dez; mais tarde, dançaram o mambo e, pela primeira vez na competição, tiraram a parcial mais baixa, 25. No entanto, empatada com Lil Kim, permaneceram em terceiro lugar.
Para a nona semana de apresentações, optaram pelo quickstep e pelo pasodoble. Na primeira, deixaram de somar três pontos, em decorrência de um pequeno erro salientado pelos três jurados. Já na segunda performance, foi apenas um ponto não ganho, situações estas que mantiveram a dupla na competição. Para a penúltima semana, os estilos escolhidos foram o tango argentino e o jive. Ao final do primeiro estilo selecionado, Shawn e Mark obtiveram, pela primeira vez, a nota mais alta, 30. No entanto, este fato não se repetiu ao ser encerrada a segunda e última rotação (26). Com o total das rodadas, conquistaram a vaga na final. Na última semana foram três as apresentações: o cha-cha-cha, o pasodoble e o estilo de rua, com o qual obtiveram a nota máxima. Ao final do programa, com menos de um ponto percentual de diferença, Shawn e Mark venceram a disputa. Desse modo, a ginasta tornou-se a vencedora mais jovem do programa e o dançarino, o primeiro bicampeão masculino.
Pontuação
| Semana | Dança                              | Notas | Notas   | Notas   | Parcial | Total           |
| Semana | Dança                              | Inaba | Goodman | Tonioli | Parcial | Total           |
| 1      | Valsa                              | 8     | 8       | 7       | 23      | 23              |
| 2      | Salsa                              | 8     | 8       | 8       | 24      | 47              |
| 3      | Foxtrot                            | 9     | 9       | 9       | 27      | 74              |
| 4      | Lindy Hop                          | 8     | 8       | 9       | 25      | 99              |
| 5      | Valsa Vienense                     | 9     | 8       | 9       | 26      | 125             |
| 6      | Rumba                              | 8     | 9       | 9       | 26      | 151             |
| 7      | Cha-cha-chá                        | 9     | 9       | 10      | 28      | 179             |
| 8      | Samba Mambo                        | 10 8  | 8       | 9       | 27 25   | 231             |
| 9      | Quickstep Pasodoble                | 9 10  | 9       | 9 10    | 27 29   | 287             |
| 10     | Tango argentino Jive               | 10 9  | 10 8    | 10 9    | 30 26   | 343 (Finalista) |
| 11     | Pasodoble Dança de rua Cha-cha-cha | 9 10  | 9 10    | 10      | 29 30   | Vencedora       |

## Vida após a ginástica

### De volta aoDancing with the Stars
Aposentada da ginástica em 2012, Shawn foi novamente convidada a participar do show de dança Dancing With the Stars, dessa vez na versão chamada "Todas as estrelas" (em inglês:  all-stars), que reúne os competidores e vencedores destacados das edições anteriores. Dessa vez, a ex-ginasta dançou ao lado de Derek Hough, competindo contra Pamela Anderson, Joey Fatone, Helio Castroneves, Gilles Marini entre outros.
Participação
Seu desempenho ao longo das semanas variou, acumulando comentários positivos e algumas críticas construtivas. Foxtrot foi o primeiro estilo de dança escolhido, através do qual Shawn pontuou 22 e conquistou o apoio do público presente. No meio da competição (quinta semana), Johnson dançou rumba, que lhe permitiu usar certas acrobacias da ginástica e lhe deu a segunda maior nota da noite. Durante oito semanas, Shawn não chegou a ocupar a primeira colocação, embora tenha ficado em segundo em quatro ocasiões. Todavia, uma semana antes da grande final, a moça alcançou a nota máxima (30), após conquistar nota dez dos três juízes, que lhe teceram excelentes comentários, de acordo com o website do show. Na última semana, após duas noites de apresentações, a vencedora foi declarada com um total de 88,5. Entre as três finalistas - Melissa Rycroft, Kelly Monaco e Johnson - a ex-ginasta encerrou na segunda colocação, com 87 pontos na edição promovida para definir o campeão dos campeões, de acordo com o apresentador do programa Tom Bergeron.
Pontuação
| Semana | Dança                                  | Notas | Notas   | Notas    | Notas   | Parcial | Total            |
| Semana | Dança                                  | Inaba | Goodman | Abdul[a] | Tonioli | Parcial | Total            |
| 1      | Valsa                                  | 6.5   | 7       |          | 7       | 22      | 22               |
| 2      | Jive                                   | 8.5   | 8       |          | 8.5     | 25      | 47               |
| 3      | Quickstep                              | 9     | 8       |          | 9.5     | 26.5    | 73.5             |
| 4      | Mambo                                  | 10    | 9.5     | 10       | 10      | 39.5    | 113              |
| 5      | Freestyle Rumba                        | 9.5 9 | 10 8    |          | 10      | 29.5 27 | 142.5            |
| 6      | Cha-cha-cha                            | 9.5   | 8.5     |          | 10      | 28      | 202              |
| 7      | Tango Pasodoble                        | 10    | 10      |          | 10      | 30      | 240[b]           |
| 8      | Valsa vienense Samba                   | 10    | 9.5 7   |          | 10 9    | 29.5 26 | 295.5            |
| 9      | "Knight Rider" Bhangra Tango argentino | 9     | 9.5 10  |          | 9 10    | 27.5 29 | 352(Finalista)   |
| 10     | Quickstep Freestyle Cha-cha-cha        | 9 10  | 8.5 10  |          | 9.5 10  | 27 30   | Segunda colocada |